# مارسيا والاس
مارسيا والاس (بالإنجليزية: Marcia Wallace)‏ (و. 1942 – 2013 م) هي ممثلة، وكاتبة سير ذاتية، وممثلة دُبلاج، وممثلة تلفزيونية، وممثلة مسرحية، وممثلة أفلام، من الولايات المتحدة الأمريكية، ولدت في كريستون، توفيت في لوس أنجلوس، عن عمر يناهز 71 عاماً، بسبب ذات الرئة.

## التعليم
تعلمت في Parsons College ‏.

## جوائز
حصلت على جوائز منها:
- جائزة إيمي.

## وصلات خارجية
- مارسيا والاس على موقع IMDb (الإنجليزية)
- مارسيا والاس على موقع ألو سيني (الفرنسية)
- مارسيا والاس على موقع تيرنر كلاسيك موفيز (الإنجليزية)
- مارسيا والاس على موقع أول موفي (الإنجليزية)
- مارسيا والاس على موقع قاعدة بيانات الأفلام السويدية (السويدية)
- مارسيا والاس على موقع إن إن دي بي (الإنجليزية)
- مارسيا والاس على موقع ديسكوغز (الإنجليزية)
- مارسيا والاس على موقع قاعدة بيانات الفيلم (الإنجليزية)
- مارسيا والاس على موقع كينوبويسك (الروسية)